# Episodi di Dexter: Original Sin
La prima stagione della serie televisiva Dexter: Original Sin, composta da dieci episodi, è stata resa disponibile sul servizio streaming Paramount+ dal 13 dicembre 2024 al 14 febbraio 2025, in tutti i Paesi in cui è disponibile.
La stagione è inoltre stata trasmessa sul canale statunitense via cavo Paramount+ with Showtime dal 15 dicembre 2024 al 16 febbraio 2025.
| nº | Titolo originale         | Titolo italiano                       | Pubblicazione USA | Pubblicazione Italia |
| -- | ------------------------ | ------------------------------------- | ----------------- | -------------------- |
| 1  | And in the Beginning...  | In principio...                       | 13 dicembre 2024  | 13 dicembre 2024     |
| 2  | Kid in a Candy Store     | Un bambino in un negozio di caramelle | 20 dicembre 2024  | 20 dicembre 2024     |
| 3  | Miami Vice               | Miami Vice                            | 20 dicembre 2024  | 27 dicembre 2024     |
| 4  | Fender Bender            | Strimpellata letale                   | 27 dicembre 2024  | 3 gennaio 2025       |
| 5  | F Is for Fuck Up         | F come fottuto                        | 3 gennaio 2025    | 10 gennaio 2025      |
| 6  | The Joy of Killing       | La gioia di uccidere                  | 10 gennaio 2025   | 17 gennaio 2025      |
| 7  | The Big Bad Body Problem | Il grosso problema del cadavere       | 24 gennaio 2025   | 24 gennaio 2025      |
| 8  | Business and Pleasure    | Lavoro e divertimento                 | 31 gennaio 2025   | 31 gennaio 2025      |
| 9  | Blood Drive              | Donazione di sangue                   | 7 febbraio 2025   | 7 febbraio 2025      |
| 10 | Code Blues               | Resa dei conti                        | 14 febbraio 2025  | 14 febbraio 2025     |

## In principio...
- Titolo originale: And in the Beginning...
- Diretto da: Michael Lehmann
- Scritto da: Clyde Phillips

### Trama
- Special guest star: Sarah Michelle Gellar (Tanya Martin).
- Guest star: Brittany Allen (Laura Moser), Raquel Justice (Sofia Rivera), Jeff Daniel Phillips (Levi Reed), Sarah Kinsey (Camilla Figg), Jasper Lewis (Doris Morgan), Aaron Jennings (Clark Sanders), Tanya Clarke (infermiera Mary).

## Un bambino in un negozio di caramelle
- Titolo originale: Kid in a Candy Store
- Diretto da: Michael Lehmann
- Scritto da: Katrina Mathewson e Tanner Bean

### Trama
- Special guest star: Sarah Michelle Gellar (Tanya Martin).
- Guest star: Brittany Allen (Laura Moser), Raquel Justice (Sofia Rivera), Jeff Daniel Phillips (Levi Reed), Sarah Kinsey (Camilla Figg), Jasper Lewis (Doris Morgan), Aaron Jennings (Clark Sanders), Roberto Sanchez (Tony Ferrer), Eli Sherman (Dexter da bambino), Roby Attal (Álvaro), Carlo Mendez (Hector Estrada).

## Miami Vice
- Titolo originale: Miami Vice
- Diretto da: Monica Raymund
- Scritto da: Safura Fadavi

### Trama
- Special guest star: Sarah Michelle Gellar (Tanya Martin).
- Guest star: Brittany Allen (Laura Moser), Aaron Jennings (Clark Sanders), Raquel Justice (Sofia Rivera), Carlo Mendez (Hector Estrada), Randy Gonzalez (Santos Jimenez), Roberto Sanchez (Tony Ferrer).

## Strimpellata letale
- Titolo originale: Fender Bender
- Diretto da: Monica Raymund
- Scritto da: Nick Zayas

### Trama
- Special guest star: Sarah Michelle Gellar (Tanya Martin).
- Guest star: Joe Pantoliano (Mad Dog), Brittany Allen (Laura Moser), Raquel Justice (Sofia Rivera), Sarah Kinsey (Camilla Figg), Aaron Jennings (Clark Sanders), Isaac Gonzalez Rossi (Gio Martino), Amanda Brooks (Becca Spencer), Eli Sherman (Dexter da bambino), London Thatcher (Nicky Spencer), Roberto Sanchez (Tony Ferrer).

## F come fottuto
- Titolo originale: F Is for Fuck Up
- Diretto da: Michael Lehmann
- Scritto da: Alexandra Franklin e Marc Muszynski

### Trama
- Special guest star: Sarah Michelle Gellar (Tanya Martin).
- Guest star: Brittany Allen (Laura Moser), Jasper Lewis (Doris Morgan), Jeff Daniel Phillips (Levi Reed), Aaron Jennings (Clark Sanders), Sarah Kinsey (Camilla Figg), Eli Sherman (Dexter da bambino), Isaac Gonzalez Rossi (Gio Martino), Alyssa Limperis (Carol Shears).

## La gioia di uccidere
- Titolo originale: The Joy of Killing
- Diretto da: Michael Lehmann
- Scritto da: Terry Huang

### Trama
- Special guest star: Sarah Michelle Gellar (Tanya Martin).
- Guest star: Brittany Allen (Laura Moser), Jonathan Adams (assistente capo Carl Borlee), Raquel Justice (Sofia Rivera), Jeff Daniel Phillips (Levi Reed), Sarah Kinsey (Camilla Figg), Aaron Jennings (Clark Sanders), Isaac Gonzalez Rossi (Gio Martino), Jasper Lewis (Doris Morgan), Amanda Brooks (Becca Spencer), London Thatcher (Nicky Spencer), Randy Gonzalez (Santos Jimenez).

## Il grosso problema del cadavere
- Titolo originale: The Big Bad Body Problem
- Diretto da: Monica Raymund
- Scritto da: Katrina Mathewson e Tanner Bean

### Trama
- Special guest star: Sarah Michelle Gellar (Tanya Martin).
- Guest star: Brittany Allen (Laura Moser), Raquel Justice (Sofia Rivera), Eli Sherman (Dexter da bambino), Isaac Gonzalez Rossi (Gio Martino), London Thatcher (Nicky Spencer), Roberto Sanchez (Tony Ferrer), Jasper Lewis (Doris Morgan), Jeff Daniel Phillips (Levi Reed), Aaron Jennings (Clark Sanders), Carlo Mendez (Hector Estrada), Randy Gonzalez (Santos Jimenez).

## Lavoro e divertimento
- Titolo originale: Business and Pleasure
- Diretto da: Monica Raymund
- Scritto da: Mary Leah Sutton (sceneggiatura), Mary Leah Sutton (soggetto)

### Trama
- Special guest star: Sarah Michelle Gellar (Tanya Martin).
- Guest star: Brittany Allen (Laura Moser), Jonathan Adams (Vice capo Carl Borlee), Raquel Justice (Sofia), Eli Sherman (Dexter da bambino), Isaac Gonzalez Rossi (Gio Martino), London Thatcher (Nicky Spencer), Sarah Kinsey (Camilla Figg), Carlo Mendez (Hector Estrada), Randy Gonzalez (Santos Jimenez), Sean Burgos (detective Raymond), Jeff Campanella (detective Bean).

## Donazione di sangue
- Titolo originale: Blood Drive
- Diretto da: Michael Lehmann
- Scritto da: Scott Reynolds (sceneggiatura), Scott Reynolds e Alexander Kellerman (soggetto)

### Trama
- Special guest star: Sarah Michelle Gellar (Tanya Martin).
- Guest star: Brittany Allen (Laura Moser), Roby Attal (Brian Moser), Kathleen Rose Perkins (Barb), Eli Sherman (Dexter da bambino), London Thatcher (Nicky Spencer), Jasper Lewis (Doris Morgan), Amanda Brooks (Becca Spencer), Sarah Kinsey (Camilla Figg), Aaron Jennings (Clark Sanders).

## Resa dei conti
- Titolo originale: Code Blues
- Diretto da: Michael Lehmann
- Scritto da: Clyde Phillips (sceneggiatura), Clyde Phillips, Alexandra Franklin e Marc Muszynski (soggetto)

### Trama
- Special guest star: Sarah Michelle Gellar (Tanya Martin).
- Guest star: Roby Attal (Brian Moser), Kathleen Rose Perkins (Barb), Eli Sherman (Dexter da bambino), London Thatcher (Nicky Spencer), Jasper Lewis (Doris Morgan), Raquel Justice (Sofia), Amanda Brooks (Becca Spencer), Sarah Kinsey (Camilla Figg), Aaron Jennings (Clark Sanders).